# Carvil
 (novembre 2014).
Carvil est une marque française de souliers fondée en 1952 par Henri Lederman. La fabrication, artisanale, est réalisée en Italie, principalement dans la région de Milan.

## Histoire
Fondée en 1952 par Henri Lederman, Carvil s’installe rue Royale à Paris, et ouvre la même année son magasin de la rue Pierre-Charron au cœur du triangle d’or parisien. Au cinéma, dans lesTontons flingueurs, Lino Ventura porte le premier mocassin Carvil, le Triomphe. La Nouvelle Vague débarque, Jean-Paul Belmondo et Alain Delon se croisent dans Sois belle et tais-toi.
Au début des années 1980, la maison Carvil change de propriétaire.
Carvil traverse les années 2000 discrètement. En 2010, Frédérique Picard rachète l'entreprise à la famille fondatrice avec différents actionnaires. Ben Harper, Ariel Wizman, Édouard Baer, Stromae et Benjamin Biolay portent des chaussures de cette marque.
En 2017, la marque est présente en France, au Japon, en Corée du Sud et aux États-Unis.